# Gʻijduvon
Gʻijduvon, dt. auch Gischduwan (kyrillisch Ғиждувон; russisch Гиждуван Gischduwan), ist eine Stadt in der usbekischen Viloyat Buchara, gelegen etwa 40 km nordnordöstlich der Viloyathauptstadt Buchara. Die Stadt hatte laut der Volkszählung von 1989 damals 30.500 Einwohner, laut einer Berechnung für 2010 beträgt die Einwohnerzahl 44.289. Gʻijduvon ist eine kreisfreie Stadt und gleichzeitig Hauptort des gleichnamigen Distrikts Gʻijduvon.

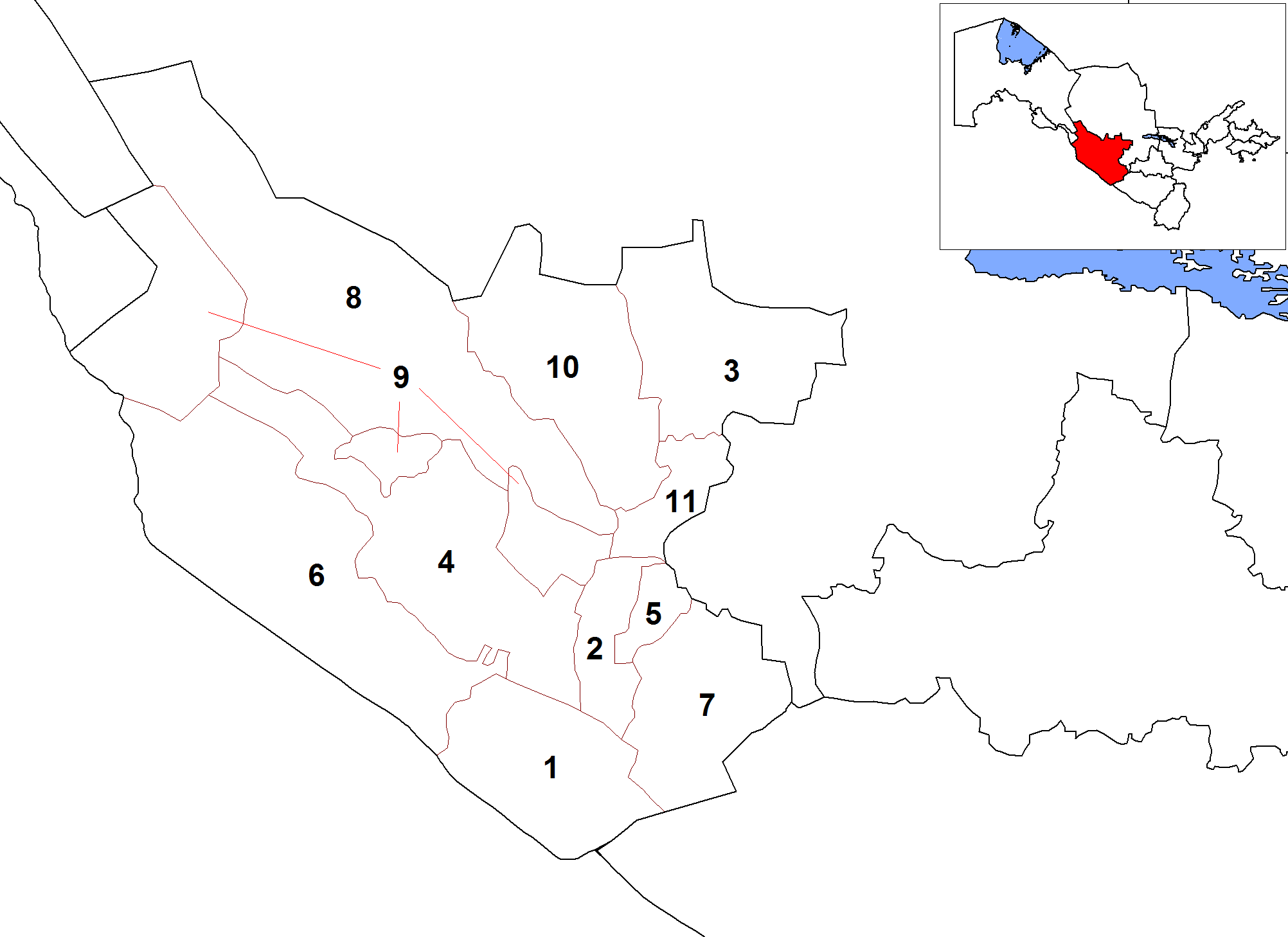
Distrikte in der Viloyat Buchara, Gʻijduvon als Nummer drei

Eine der drei Madāris, die Ulugh Beg erbauen ließ, befindet sich in Gʻijduvon. Sie wurde von 1432 bis 1433 errichtet und vor allem als Chanakah verwendet. Gʻijduvon war der Geburtsort des Sufi-Ordensgründer Abdulhalik Gijduvani.
Gʻijduvon wurde 1972 zur Stadt erhoben.